# Кирил Киселічкі
Кирил Киселічкі (болг. Кирил Ташков Киселички; нар. 1 березня 1900, Кюстендил — пом. 1945) — болгарський офіцер, полковник.

## Біографія
Народився 1 березня 1900 в Кюстендилі. Закінчив Військову школу в Софії в 1920 та Військову академію в 1933. Служив у 14-му македонському піхотному полку і 13-му піхотному батальйоні. У 1932 служив в артилерійському полку армії в цьому ж році був направлений до 24-го піхотного чорноморського полку. У 1936 служив у Військовій школі. З 1938 був військовим аташе в Празі. Наступного року він був призначений начальником секції третього штабу армії. З 1942 був начальником штабу 27-ї піхотної дивізії. З 1944 по 1945 був командиром 24-ї піхотної дивізії. Був начальником штабу 9-ї піхотної дивізії Плевена, з яким він брав участь у Другій світовій війні. У 1945 очолював відділ постачання армійського штабу. 26 січня 1945 звільнено з армії. Був засуджений до смертної кари через Народний суд у квітні 1945.

## Військові звання
- Лейтенант (27 листопада 1923)
- Капітан (3 листопада 1928)
- Майор (6 травня 1936)
- Підполковник (6 травня 1940)
- Полковник (14 вересня 1943)